# Omopterini
Tribu
Les Omopterini sont une tribu de papillons de nuit de la sous-famille des Erebinae (famille des Erebidae).

## Liste des genres
Selon ITIS (19 juillet 2024) :
- Acritogramma Franclemont, 1986
- Amolita Grote, 1874
- Bendisodes Hampson, 1924
- Coenipeta Hübner, 1818
- Coxina Guenée, 1852
- Elousa Walker, 1858
- Epidromia Guenée, 1852
- Eubolina Harvey, 1875
- Euclystis Hübner, 1823
- Euparthenos Grote, 1876
- Helia Hübner, 1818
- Heteranassa Smith, 1899
- Itomia Hübner, 1823
- Kakopoda Smith, 1900
- Lesmone Hübner, 1818
- Matigramma Grote, 1872
- Metria Hübner, 1823
- Pseudanthracia Grote, 1874
- Selenisa Hayward, 1967
- Toxonprucha Möschler, 1890
- Tyrissa Walker, 1866
- Zale Hübner, 1818
- Zaleops Hampson, 1926

## Taxonomie
Le nom valide complet (avec auteur) de ce taxon est Omopterini Boisduval, 1833.
La tribu des Omopterini a été séparée de la tribu des Ophiusini (également dans la sous-famille des Erebinae) après qu'une analyse phylogénétique a montré que les genres du Nouveau Monde n'étaient pas les plus proches parents des autres genres des Ophiusini,,.